# Lamyctes leon
Lamyctes leon är en mångfotingart som beskrevs av Chamberlin 1944. Lamyctes leon ingår i släktet Lamyctes och familjen fåögonkrypare. Inga underarter finns listade i Catalogue of Life.